# 經文歌

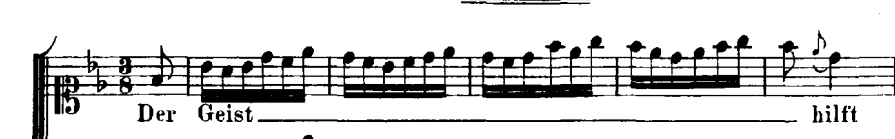
摘錄自巴洛克音樂巴赫的作品Der Geist hilft unser Schwachheit auf（BWV226），歌唱者須在同一個音節上唱出許多不同的音符，此作曲結構稱為melisma

经文歌（英語：motet）是中世纪到文艺复兴时期的一种宗教音乐体裁，由克勞蘇拉（clausula）發展而成。一開始是在克勞蘇拉段落加入歌詞，稱為motetus，後逐漸發展演變為經文歌。
13世紀初的經文歌是三聲部，皆為拉丁语歌詞，後來逐漸發展，上二聲部可使用各地方言歌詞，但此種型式較少見，Tenor取材自素歌，但已非人聲演唱，而是由樂器演奏，僅在下面附註出處。
13世紀後半葉的經文歌有兩種型式，一為Franconian，一為Petronian。兩者皆在節奏上作出對比，由上而下的聲部依序為快，中，慢，前者將音符細分在三音之內，後者將音符細分在三音以上。曲調來原則不再只有素歌，甚至可從世俗歌曲之中取材。